# 瑞穂インターチェンジ
瑞穂インターチェンジ（みずほインターチェンジ）は、島根県邑智郡邑南町にある浜田自動車道のインターチェンジ。
川本町の最寄りインターチェンジである。
2023年（令和5年）4月3日から料金所がETC専用になっている。

## 道路
- E74 浜田自動車道（2番）

## 接続する道路
- 島根県道5号浜田八重可部線
- 島根県道50号田所国府線

## バス停留所
料金所のそばに高速バス専用のバス停留所が設けられている。停留所の設備は高速道路外に設けられており、停車するバスは一旦料金所を出て客扱いを行う形になる。
バス事業者は瑞穂インター（みずほインター）という呼称を使用している。
なお、津和野エクスプレスとサラダエクスプレス（夜行便、神戸・大阪方面）は当バスストップに停車しない（運行経路上であるが通過扱いとなる）。

### 停車する路線

#### 高速バス
| のりば     | 方面   | 愛称                     | 運行会社             | 行先                           | 備考 |
| ---------- | ------ | ------------------------ | -------------------- | ------------------------------ | ---- |
| 料金所外側 | 上り線 | 浜田道エクスプレス大阪号 | JRバス中国           | 大阪駅                         |      |
| 料金所外側 | 上り線 | いさりび号               | JRバス中国・石見交通 | 大塚駅・広島BC・広島駅新幹線口 |      |
| 料金所外側 | 下り線 | いさりび号               | JRバス中国・石見交通 | 浜田駅                         |      |

#### 路線バス
- 浜田市生活路線バス
  - 石見今市 - 瑞穂インター（一般道経由・休日運休）
- おおなんバス
  - 24系統（瑞穂インター線） 邑南町役場 - 瑞穂インター

## 料金所
ブース数：4

### 入口
- ブース数：2
  - ETC専用：1
  - サポート：1

### 出口
- ブース数：2
  - ETC専用：1
  - サポート：1

## 隣
E74 浜田自動車道
(1)大朝IC/BS - 寒曳山PA - (2)瑞穂IC/BS - 重富BS - (3)旭IC/BS